# Leptobotia microphthalma
Leptobotia microphthalma är en fiskart som beskrevs av Fu och Ye, 1983. Leptobotia microphthalma ingår i släktet Leptobotia och familjen nissögefiskar. Inga underarter finns listade i Catalogue of Life.